# Xing Aowei
Xing Aowei (Shandong, China, 15 de febrero de 1982) es un gimnasta artístico chino, campeón olímpico en 2000 en el concurso por equipos, y otras dos veces campeón del mundo también por equipos en 1999 y 2003.

## Carrera deportiva
En el Mundial de Tianjin 1999 consigue la medalla de oro en el concurso por equipos —China queda por delante de Rusia y Bielorrusia (bronce)—; asimismo también logra la medalla de bronce en la prueba de suelo, tras el ruso Alexei Nemov y el español Gervasio Deferr.
En los JJ. OO. de Sídney 2000 gana la medalla de oro por equipos —China se sitúa delante de Ucrania (plata) y Rusia (bronce)—; los otros cinco componentes del equipo chino fueron: Huang Xu, Li Xiaopeng, Xiao Junfeng, Yang Wei y Zheng Lihui.
En el Mundial celebrado en Anaheim (California) en 2003 vuelve a ayudar a su país a ganar el oro en el concurso por equipos; China queda por delante de Estados Unidos y Japón siendo, en esta ocasión, los otros cinco componentes del equipo chino: Xiao Qin, Teng Haibin, Yang Wei, Huang Xu y Li Xiaopeng.
y también juega muy bien el clash royale, es un experto jugador y le ganó a los niños del barrio.